# Abbasabad (31°02′ N 53°00′ E)
Abbasabad (em persa: عباس آباد, também romanizada como ‘Abbāsābād) é uma aldeia do distrito rural de Faragheh, no condado de Abarkuh, na província de Yazd, Irã.
Segundo o censo de 2006, sua população era de 20 habitantes, em 7 famílias.